# St. Dionysius (Duisburg-Serm)

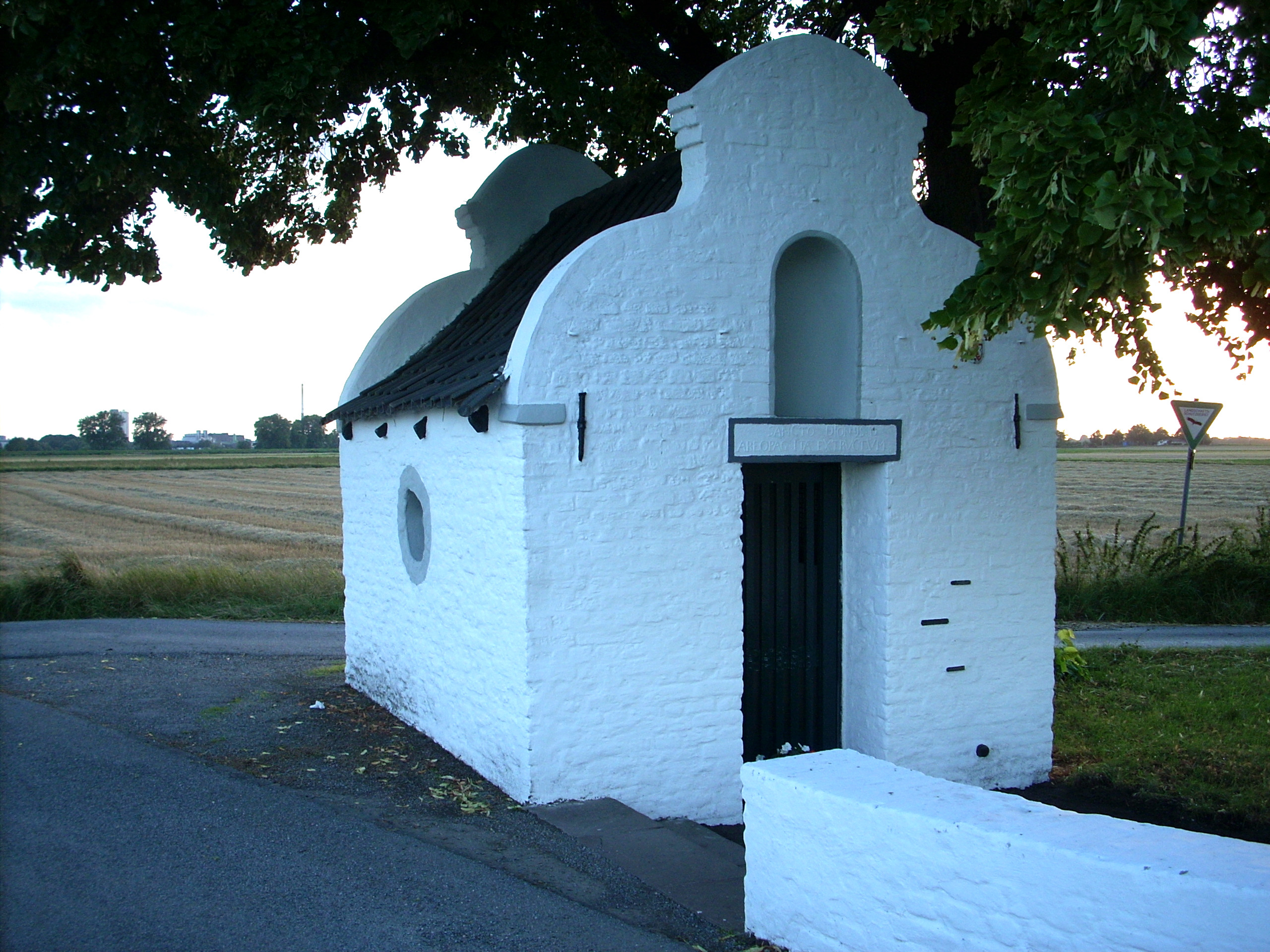
St. Dionysius, 2007

St. Dionysius ist eine Kapelle im Ortsteil Serm von Duisburg. Sie liegt, umgeben von Feldern, an der Landstraße von Mündelheim nach Serm und zählt zur katholischen Kirchengemeinde St. Dionysius in Mündelheim. Der barocke Backsteinbau mit geschwungenen Giebeln wurde 1723 errichtet und wird bei Fronleichnamszügen und Bittprozessionen genutzt. Der Weg zwischen Kapelle und Kirche entspricht symbolisch dem letzten Gang des bereits enthaupteten Bischofs Dionysius von Paris. Die Inschrift über dem Portal lautet „sancto dionysio areopac ita extractum“ und verweist auf den in der Bibel erwähnten Dionysius Areopagita (Apg 17,34 ). Anzunehmen ist aber, dass der antike Autor mystischer Texte Verehrung finden sollte, der unter dem Pseudonym des Dionysius schrieb und deshalb Pseudo-Dionysius Areopagita genannt wird.

## Weblinks

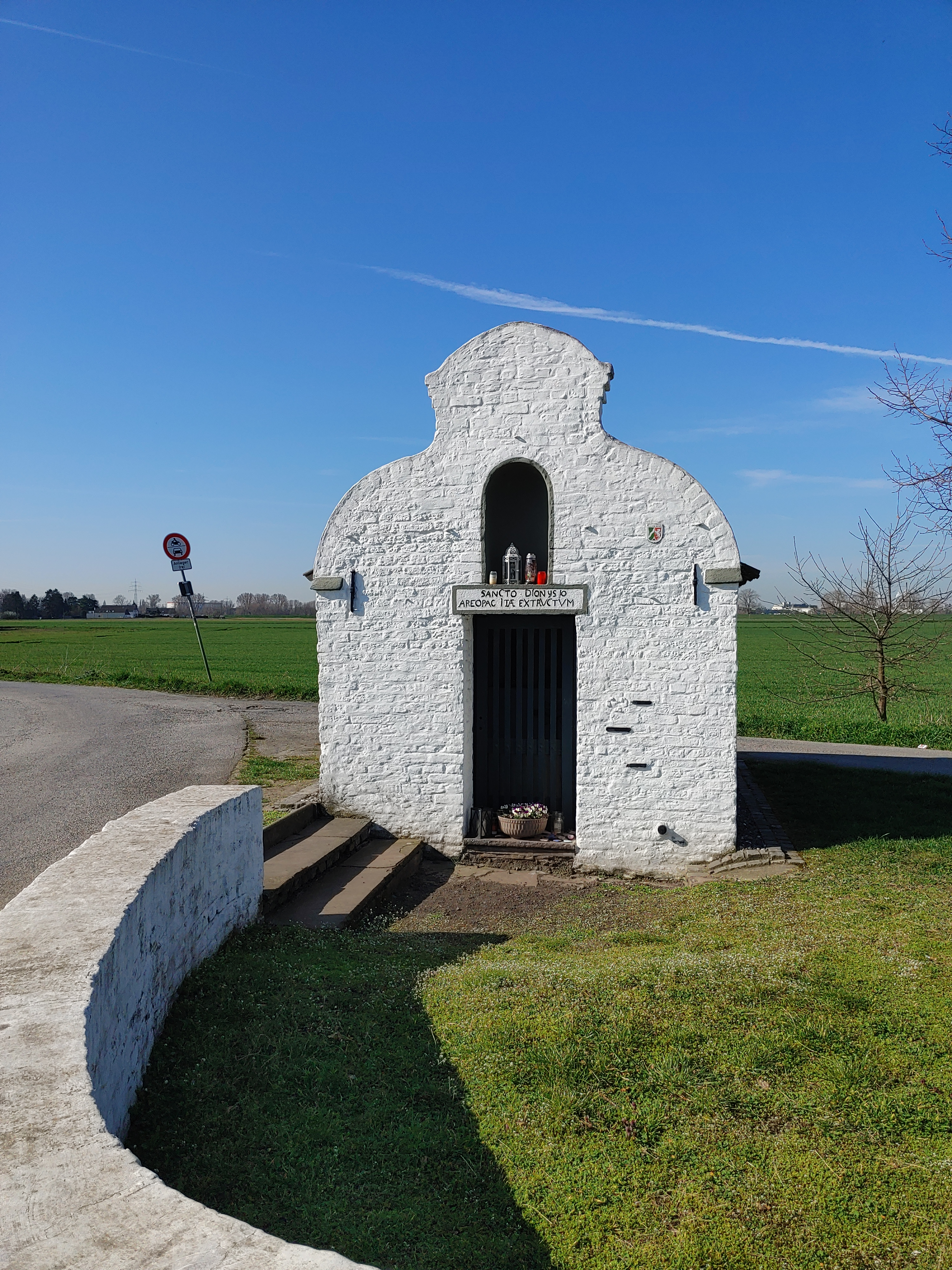